# Hanau Hauptbahnhof
Hanau Hauptbahnhof – główny dworzec kolejowy w Hanau, w kraju związkowym Hesja, w Niemczech.
| Hanau Hauptbahnhof |
| Linia              |
| Hanau West         |